# Jacques Boyvin
Pour l’article homonyme, voir Boyvin.
Œuvres principales
- 16 suites pour orgue

Jacques Boyvin (né probablement à Paris entre 1649 et 1655 et mort à Rouen le 30 juin 1706) est un organiste et compositeur français.

## Biographie

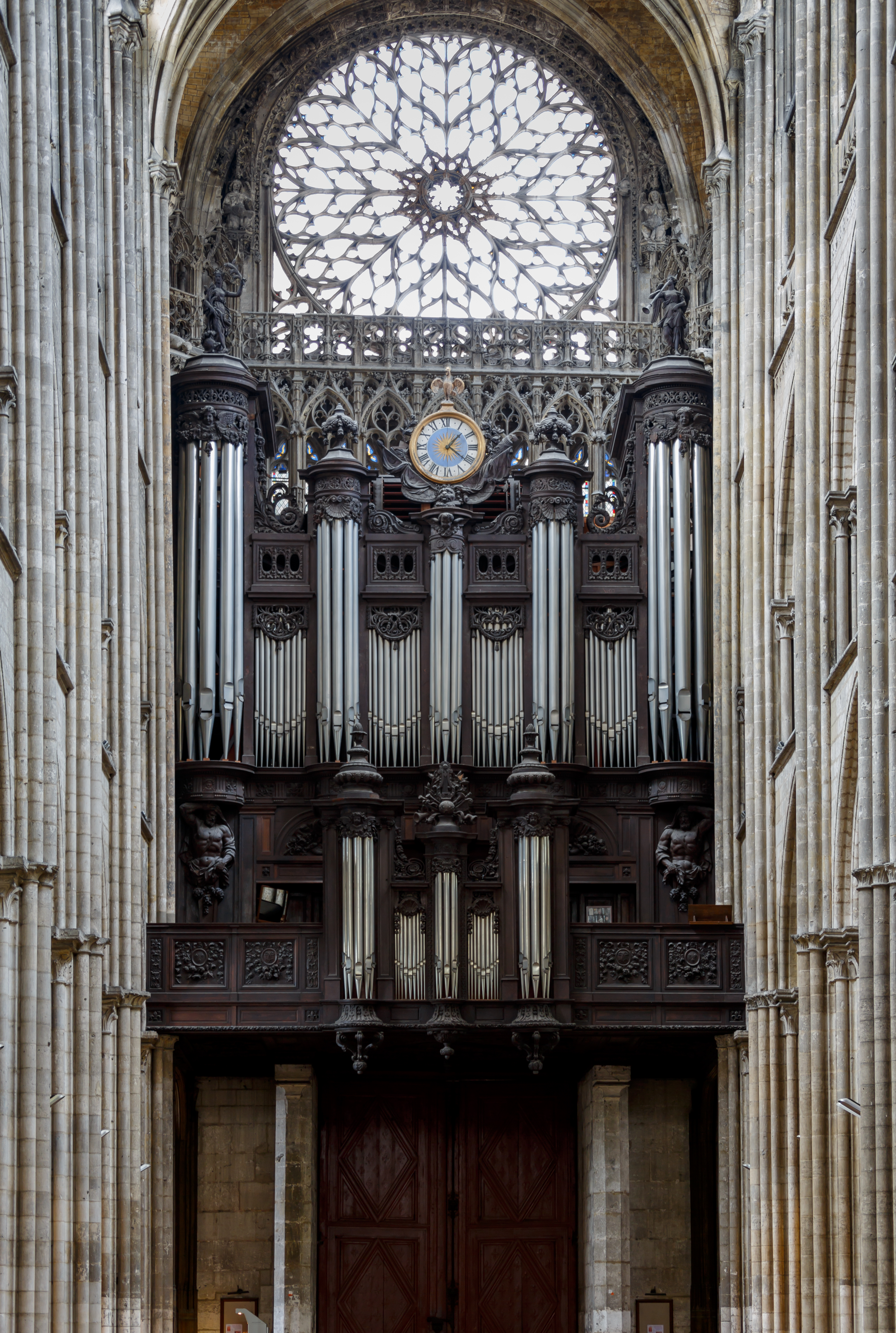
L'orgue de la cathédrale de Rouen : Jacques Boyvin en fut titulaire pendant plus de trente ans

Né à Paris, il y fait ses études, peut-être élève (selon Norbert Dufourcq) de Michel de la Guerre, l'organiste de la Sainte-Chapelle). Il a, selon toute probabilité, connu André Raison et Nicolas Lebègue. Jacques Boyvin est nommé en janvier 1663 organiste de l'Hôpital des Quinze-Vingts ; il conserve la fonction jusqu'en 1673 et y sera remplacé par son frère Gabriel en 1678. Selon Norbert Dufourcq, il est nommé, après concours, le 17 août 1674 organiste titulaire de la cathédrale Notre-Dame de Rouen, poste prestigieux illustré par Jehan Titelouze et qu'il occupe pendant le restant de sa vie. 
Installé définitivement à Rouen, il s'y marie en août 1680 et a son premier enfant, une fille, le 10 septembre 1681. 
Il supervise la reconstruction, par le facteur Robert Clicquot, du grand orgue à quatre claviers qui avait été partiellement détruit par la chute d'une voûte lors d'un orage très violent le 25 juin 1683. Il tient également la tribune de l'église Saint-Herbland dans cette même ville.
Il laisse deux livres d'orgue (1689, réédité en 1699 et 1700) chacun écrit dans les huit tons ecclésiastiques et comprenant au total 120 pièces groupées en 16 suites. Ces pièces à destination liturgique adoptent, dans un style grandiose, les formes élaborées et diffusées par Lebègue et Nivers. En tête du second livre se trouve un Traité abrégé de l'accompagnement pour l'orgue et pour le clavecin. Ses explications concernant la registration sont une source essentielle en ce qui concerne l'exécution de la musique d'orgue en France à l'époque de Louis XIV.
Expert en matière d'orgues, il avait des relations avec les principaux facteurs du royaume : Robert Cliquot, les Lefebvre, Alexandre Thierry, Robert Ingoult ... ses compétences étaient très recherchées pour tout ce qui concernait l'instrument : travaux de rénovation oude construction, expertises, procès etc.   
Peu de temps avant sa mort (en 1700), il est témoin au mariage de son jeune collègue Gaspard Corrette, autre éminent organiste rouennais qui le remplace à l'occasion et titulaire de la tribune de Saint Herbland.
Il repose dans la cathédrale, non loin du facteur Oudin Hestre et de Jehan Titelouze. Un de ses élèves est François d'Agincourt qui lui succède à la tribune de la cathédrale de Rouen. Jacques Duphly est le petit-fils de Jacques Boyvin.

## À écouter
Pièces du VIIIe ton du 2e livre, successivement : Plein Jeu, Trio, Basse et dessus de trompette, Fugue, Récit grave, Dialogue en fugue sans tremblant. Par Jean-Luc Perrot sur l'orgue François-Henri Clicquot de Souvigny qui a conservé toute sa tuyauterie, ses sommiers, sa mécanique du XVIIIe siècle. YouTube
Premier Livre d'orgue - Suite du 1er ton
- Le « Récit de cromorne ou de Petite Tierce » est joué ici sur la voix humaine accompagnée par une montre.
- Fonds d'orgue (probablement bourdon à la main gauche, flûte+prestant à la main droite)

Ces pièces ont été enregistrées sur l'orgue de Roquemaure (Gard).

## Discographie
- Une intégrale sur 4 CD (label Plenum Vox) des deux Livres d’orgue de Boyvin a été réalisée en 2004 par Michel Chapuis sur l’orgue de Jean de Joyeuse/Jean-François Muno de la cathédrale d'Auch.

## Partitions gratuites
- « Jacques Boyvin » (partitions libres de droits), sur l'IMSLP